# Dền đuôi chồn cong
Dền đuôi ngắn hay dền đuôi chồn cong (danh pháp: Amaranthus caudatus) là loài thực vật có hoa thuộc họ Dền. Loài này được L. mô tả khoa học đầu tiên năm 1753.
Nhiều bộ phận của cây này, bao gồm cả lá và hạt, có thể ăn được, và thường được sử dụng như một nguồn thực phẩm ở Ấn Độ và Nam Mỹ - nơi chúng là loài Andesquan trọng nhất của chi Amanranthus.